# Jacques Pelegrin (archéologue)
Pour les articles homonymes, voir Pelegrin.
Compléments
Médaille d'argent du CNRS 2017
Jacques Pelegrin (1955-) est un préhistorien français, spécialiste des technologies lithiques internationalement reconnu. Il s'intéresse aux techniques de taille des outils préhistoriques et protohistoriques, y compris en regard de leur place dans le développement des capacités cognitives au cours de l'hominisation.

## Formation, carrière
Jacques Pelegrin est né le 6 novembre 1955.
Il obtient un doctorat en médecine en 1982, puis un doctorat d'ethnologie préhistorique de l'université de Paris X - Nanterre en 1986.
Dès 1986 il entre au CNRS comme chercheur dans l'équipe « Préhistoire et technologie » (université Paris-Nanterre / CNRS). Il est promu directeur de recherche en 2002. Il est directeur de l’unité "Préhistoire et technologie" de 2009 à 2013.
Il reçoit la médaille d'argent du CNRS en 2017.

## Recherches et fouilles
Connu internationalement dans le monde de la Préhistoire comme spécialiste sur les techniques de taille et les savoir-faire des sociétés préhistoriques, Jacques Pelegrin est particulièrement renommé pour son étude de l'apparition et la diffusion de la pression pour le débitage des lames et des lamelles.
Très tôt dans sa carrière il met l'accent sur la pratique de l'expérimentation. Il aborde le concept des « chaînes opératoires », originellement proposé par André Leroi-Gourhan et développé par des anthropologues ; travaillant conjointement avec Éric Boëda il détermine expérimentalement que la position du tailleur de pierres (debout, assis ou accroupi) génère des concentrations de formes différentes (le même type de matériel lithique concentré à proximité immédiate d'une station de travail, présente des caractéristiques différentes selon la position du tailleur).
Dans les années 1960 l'américain Don Crabtree travaille sur les techniques mésoaméricaines de fabrication de lames d'obsidienne ; il crée - ou recrée - une béquille pectorale et un système de blocage du nucléus. La béquille pectorale sert à débiter des outils lithiques par pression (sur le nucléus). Elle est raccourcie pour le débitage de lamelles, assouplie ou lestée pour accroître la puissance appliquée. J. Pelegrin privilégie la béquille souple (elle permet d'accumuler et donc de libérer davantage d'énergie lors du mouvement d'arrachement de la lame) et améliore le calage des nucléus, mettant au point des systèmes offrant plus de stabilité et de polyvalence. Ses travaux permettent des avancées notables dans ce domaine.
Il détermine et définit cinq modalités de débitage par pression, par taille croissante des produits laminaires : 

Les modes 1 à 3 sont utilisés pour le débitage de lamelles. 

Le mode 4 correspond à une pression debout à l'aide d'une béquille pectorale ; avec du silex de bonne qualité mécanique, il permet d'obtenir des lames d'environ 20-21 mm de largeur avec une béquille pectorale équipée d'une pointe en bois de cervidé, et de 22-23 mm avec une pointe en cuivre. 

Le mode 5 utilise un système de levier, qui accroît la force appliquée par le tailleur. Les lames de silex ainsi obtenues peuvent atteindre jusqu'à 60 mm de largeur,,.
Il mène aussi des investigations dans ce domaine pour la période moderne et la protohistoire en Europe, en Amérique latine et en Asie.

Démonstration de débitage par pression de J. Pelegrin (14 janvier 2011, université du Mirail, Toulouse)
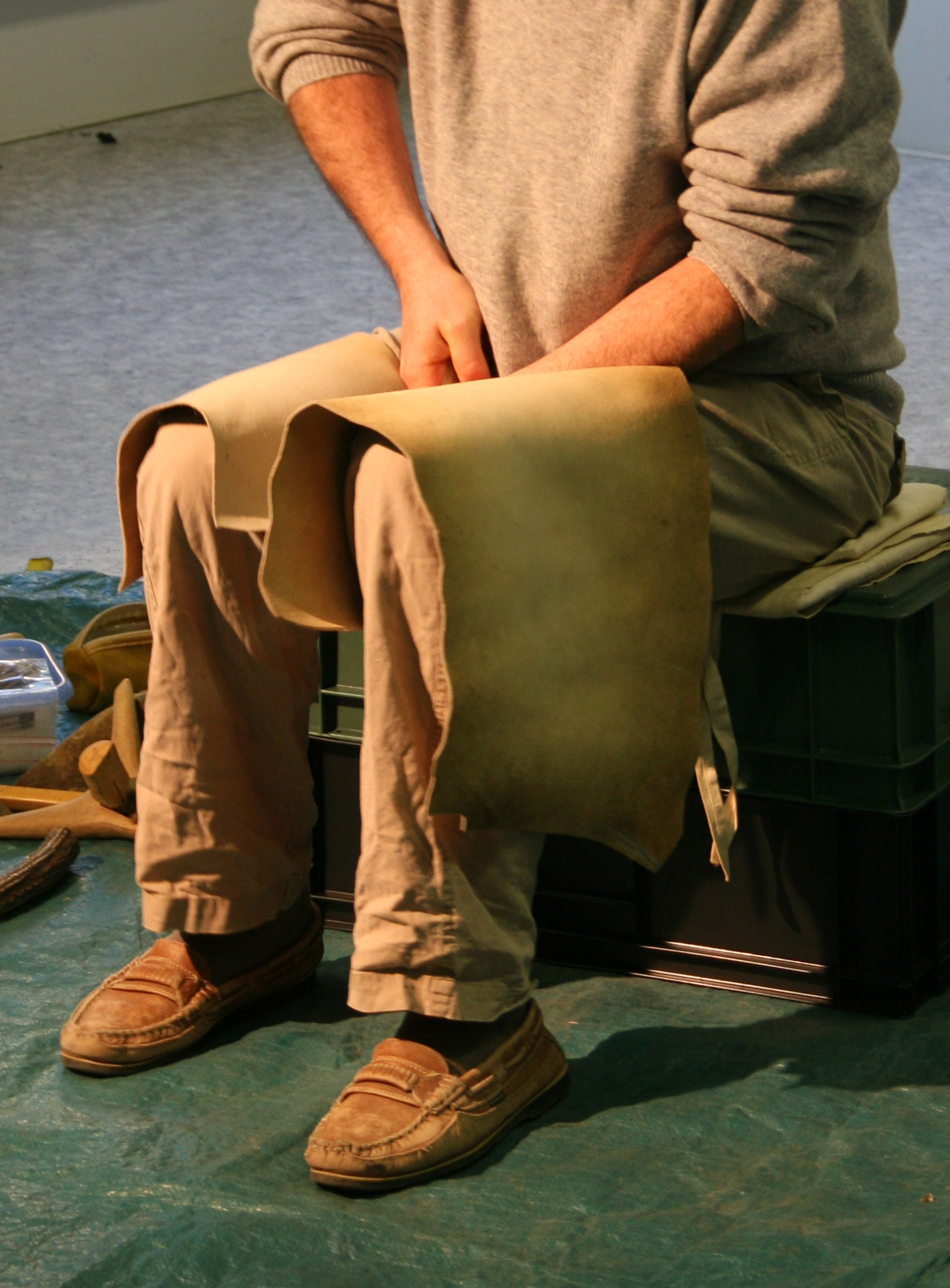
Débitage par pression dans la main
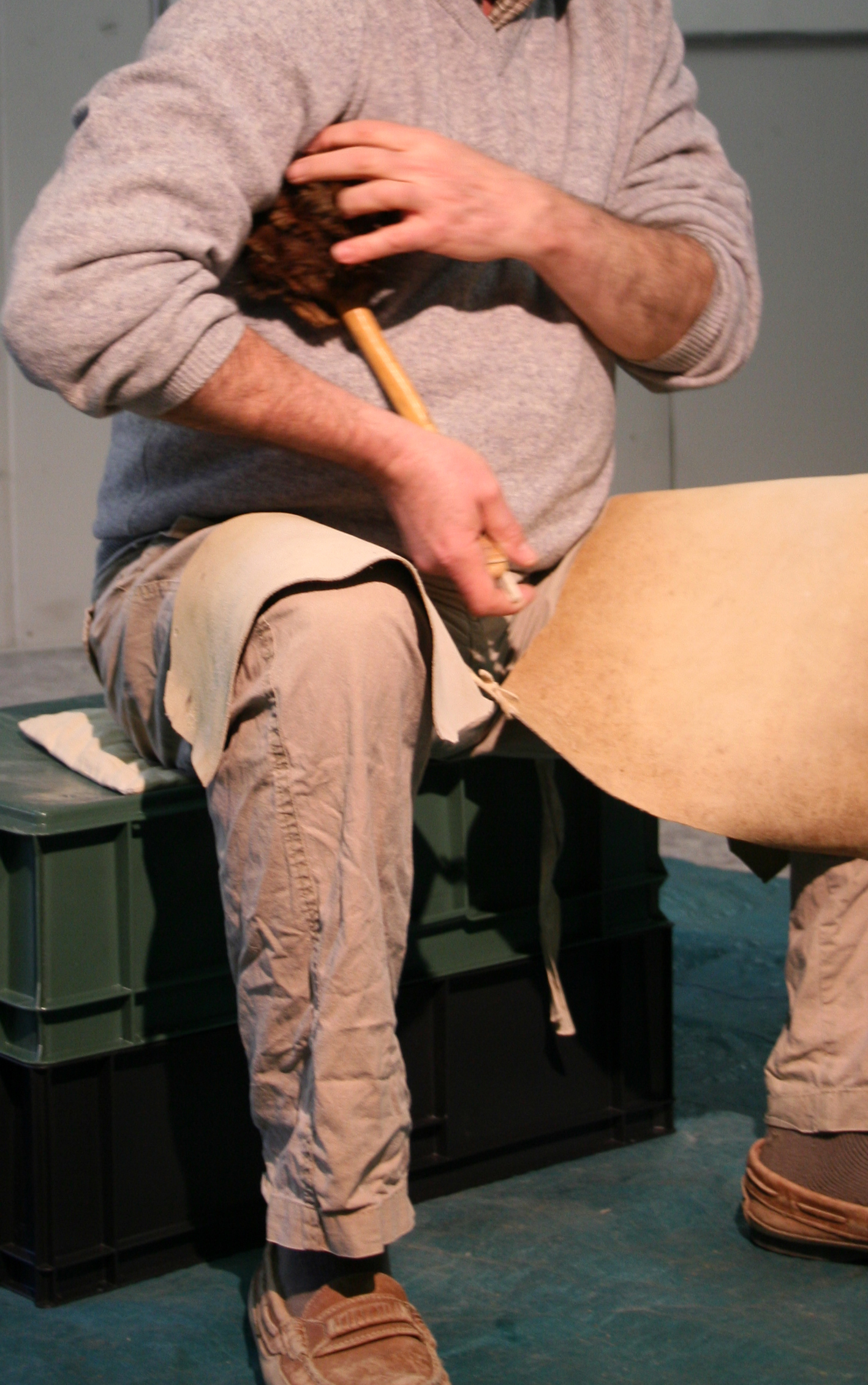
Position pour le débitage par pression avec une béquille d'épaule
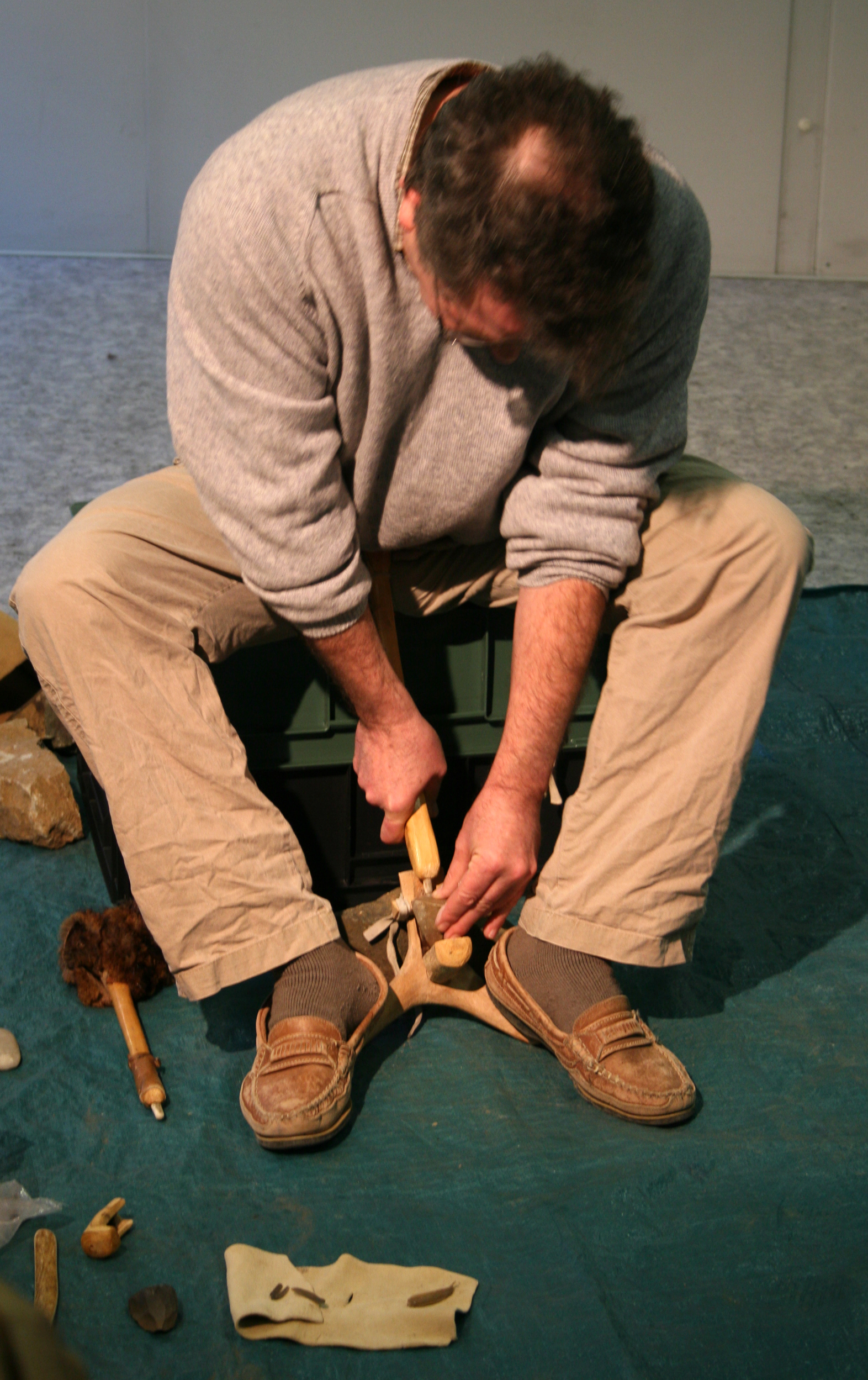
Débitage par pression avec une béquille abdominale courte
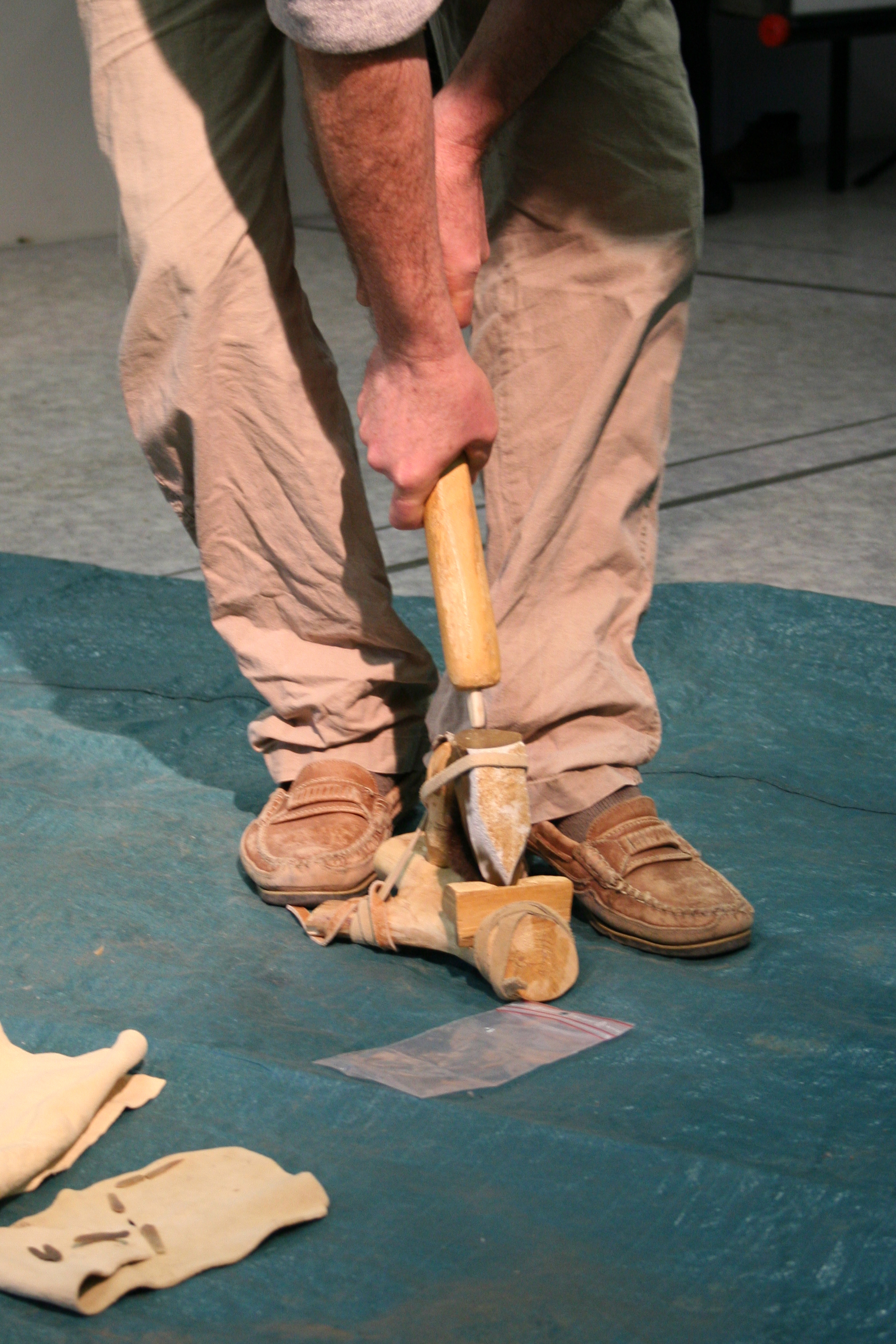
Débitage par pression avec une béquille abdominale longue
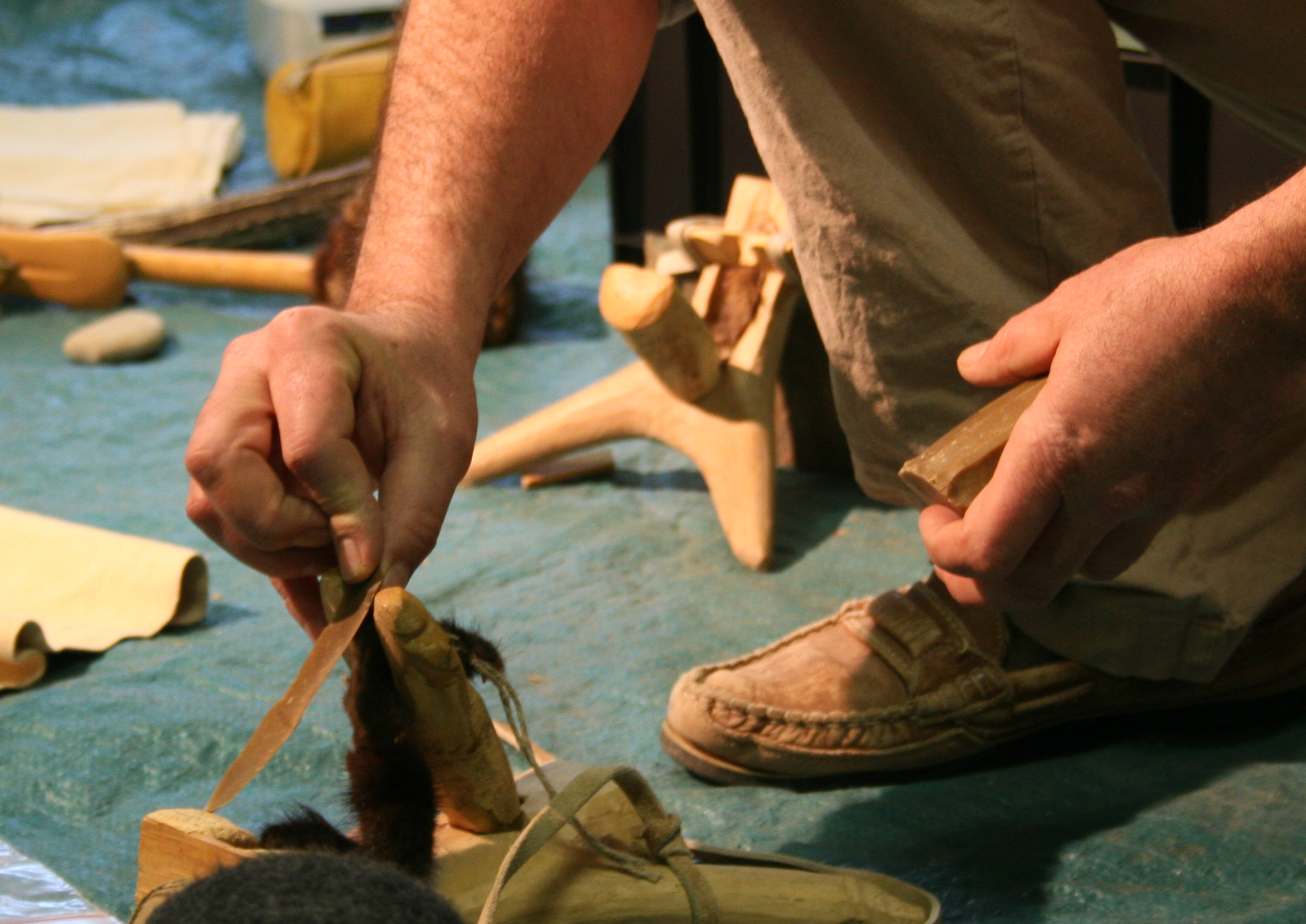
Débitage par pression avec une béquille abdominale longue, détail de la lame détachée (main droite) et du nucléus (main gauche)

Son intérêt et son expertise à ce titre l'amènent à intervenir, étudier ou réétudier l'industrie lithique pour de nombreux sites. 

Ainsi de 1992 à 1998 il étudie plus particulièrement les productions de l'atelier de taille de silex de Vassieux-en-Vercors (Drôme), dans le cadre plus vaste d'un projet collectif de recherche sur les ateliers néolithiques du Vercors,. 

De 1995 à 1998, avec Randall White il fouille la partie sud du talus de l'abri Castanet (Sergeac, Dordogne). 

Étudiant les objets du site de Khao Sam Kaeo (province de Chumphon, Thaïlande péninsulaire), en verre taillé de la même façon que des pierres, il définit une technique de taille indienne originale, la « technique de Cambay », comme une taille par percussion indirecte par contrecoup,.
Il s'intéresse aussi à la question du développement des capacités cognitives au cours de l'hominisation, pour montrer la modernité des réalisations techniques de Homo erectus et des Hommes de Neandertal.
En 2005 avec Jean-Michel Geneste,Serge Maury, Hélène Roche et Boris Valentin il proteste contre le manque de rigueur scientifique du documentaire à succès de Jacques Malaterre « Homo sapiens ».

### Publications
Il est auteur de cinq ouvrages et de plus de 50 articles.